# Robert T. Frederick
Robert Tryon Frederick (14 mars 1907, San Francisco - 29 novembre 1970, Stanford) était un Major général particulièrement décoré de l'US Army, plus connu pour le commandement de la 1st Special Service Force et de la 1st Airborne Task Force pendant la Seconde Guerre mondiale.
Dans le film La Brigade du diable, qui relate la création du 1er détachement du service spécial et ses premières missions lors de la campagne d'Italie, son rôle est tenu par  William Holden.